# Neusticomys
Genre
Neusticomys est un genre de rongeurs de la famille des Cricétidés.

## Liste des espèces
Selon ITIS (26 décembre 2016) :
- Neusticomys monticolus Anthony, 1921
- Neusticomys mussoi Ochoa G. and Soriano, 1991
- Neusticomys oyapocki (Dubost and Petter, 1978)
- Neusticomys peruviensis (Musser and Gardner, 1974)
- Neusticomys venezuelae (Anthony, 1929)